# Kameleont (kortspel)
Kameleont, även kallat leopard, är ett kortspel för två spelare, uppfunnet av amerikanen Robert Abbott. Spelarna lägger efter vissa regler ut kort framför sig i varsin tänkt ruta med plats för nio kort i tre rader med tre kort i varje rad.
Poäng delas vid givens slut ut för vågräta, lodräta och diagonala rader där alla kort har samma färg eller består av enbart endera svarta eller röda kort. Det är tillåtet att lägga kort även i motspelarens ruta, innebärande att spelet inte bara går ut på att själv skaffa så många poäng som möjligt, utan också på att försöka sabotera motspelarens upplägg.
Kameleont kan också spelas av fyra deltagare, som spelar ihop parvis. Man bygger i två rutor, en för varje par.